# Emmy Lanzke
Emmy Lanzke (geborene Röstel; * 6. November 1900 in Zielenzig; † 20. Juni 1962 in Hannover) war eine deutsche Kommunalpolitikerin (SPD) und Sozialfunktionärin.

## Leben
Emmy Lanzke wurde noch zur Zeit des Deutschen Kaiserreichs im Kreis Oststernberg geboren als Tochter des in Zielenzig tätigen Werkmeisters Röstel. Bereits als junges Mädchen entwickelte sie ein ausgeprägtes Gespür für soziale Gerechtigkeit. Als Jugendliche engagierte sie sich in der Sozialistischen Arbeiter-Jugend (SAJ) und begann noch zur Zeit der Weimarer Republik ihre Arbeit in der Arbeiterwohlfahrt (AWO). Als Mitglied der Sozialdemokratischen Partei Deutschlands nahm sie am SPD-Parteitag vom 31. Mai bis 5. Juni 1931 im Volkshaus in Leipzig teil.
Nach der Machtergreifung 1933 durch die Nationalsozialisten wurde Lanzkes Ehemann arbeitslos. Im Zweiten Weltkrieg starb ihr Sohn 1944, ihr Mann kam in Kriegsgefangenschaft. Doch „statt in Trauer und Apathie zu versinken, engagierte sie sich sozial und politisch und half, 1945 das Nachkriegselend in Hannover zu bewältigen“. Sie war 1945 die erste Frau, die von den Britischen Militärbehörden in den Rat der Stadt Hannover berufen wurde. Parallel dazu leitete Lanzke ab 1945 den AWO Kreisverband Hannover.
Emmy Lanzke war eine der „vielen Nachkriegsfrauen, die das Nächstliegende, Notwendige taten ohne persönliche Eitelkeiten.“ Im Oktober 1946 hielt die SPD-Sozialpolitikerin im Rat eine aufrüttelnde Rede, in der sie mit drastischen Worten die damaligen Lebensumstände  abertausender in Baracken und Bunkern untergebrachter Flüchtlinge schilderte:

„Sie liegen auf zementierten Fußböden und in ungeheizten Räumen, die zum Teil nicht die einfachsten hygienischen Einrichtungen aufweisen.

Das Elend dieser Menschen, die mit ihrer Heimat alles verloren haben, ist unbeschreiblich.

Kranke sind mit Gesunden und Kinder mit Erwachsenen zusammengepfercht, die bisweilen jede Rücksicht in sittlicher Beziehung vermissen lassen.“

Seinerzeit appellierte Lanzke an die Alliierten, weitere Flüchtlingstransporte nach Hannover zu unterbinden, da die Stadt „vor einer Katastrophe des Elends“ stünde. Doch im November 1946 erreichte wieder ein weiterer Transport mit mehr als 2000 Flüchtlingen die Stadt Hannover. Die Menschen wurden zu zwei Dritteln in Tanzsälen einquartiert, andere in Gaststätten, in der Schule in der Kestnerstraße, im Bunker am Pfarrlandplatz oder dem in der Bömelburgstraße, im Lager an der Hinüberstraße oder dem der ehemaligen Dynamit-Werke in Empelde, im Tiefbunker am Hauptbahnhof und in Stöcken teils sogar in den Baracken der früheren Konzentrationslager. In den dunklen und kalten Unterkünften nächtigten wildfremde Menschen nebeneinander auf engstem Raum ohne Öfen oder Bettstellen; eine Mutter aus Schlesien hauste mit ihren sechs Kindern über Wochen hinweg auf nacktem Zementboden. Als Emmy Lanzke solche Lager besuchte, riefen ihr verzweifelte Menschen zu: „Gebt uns doch Gift, wenn ihr uns nicht helfen könnt!“
Noch 1950 lebten mehr als 37.000 Flüchtlinge in Hannover in Massenunterkünften, hausten teils noch bis in die 1960er Jahre in schäbigen Baracken. 1955 wurde Emmy Lanzke – wiederum als erste Frau – als Senatorin in den Verwaltungsrat der Stadt Hannover berufen. Bis 1960 leitete sie zudem den AWO Kreisverband Hannover, der später das „Haus für Mutter und Kind“ im Stadtteil Vahrenheide nach ihr in Emmy-Lanzke-Haus benannte. Seit 2005 ist das Emmy-Lanzke-Haus ein soziales Stadtteilzentrum mit Kindertagesstätte und Seniorenwohnungen. Ebenso benannte die AWO ein Müttergenesungsheim in Bad Grund (Harz) nach ihr. Seit den ersten Gemeindewahlen von 1946 wirkte sie bis 1961 durchgängig als Vorsitzende des Sozialausschusses im Rat der niedersächsischen Landeshauptstadt.
1961 wurde Emmy Lanzke mit der Plakette für Verdienste um die Landeshauptstadt Hannover ausgezeichnet. Kurz nachdem sie ihre Ämter niedergelegt hatte, „um sich Ruhe und Privatleben zu gönnen“, starb sie am 20. Juli 1962.

## Emmy-Lanzke-Weg

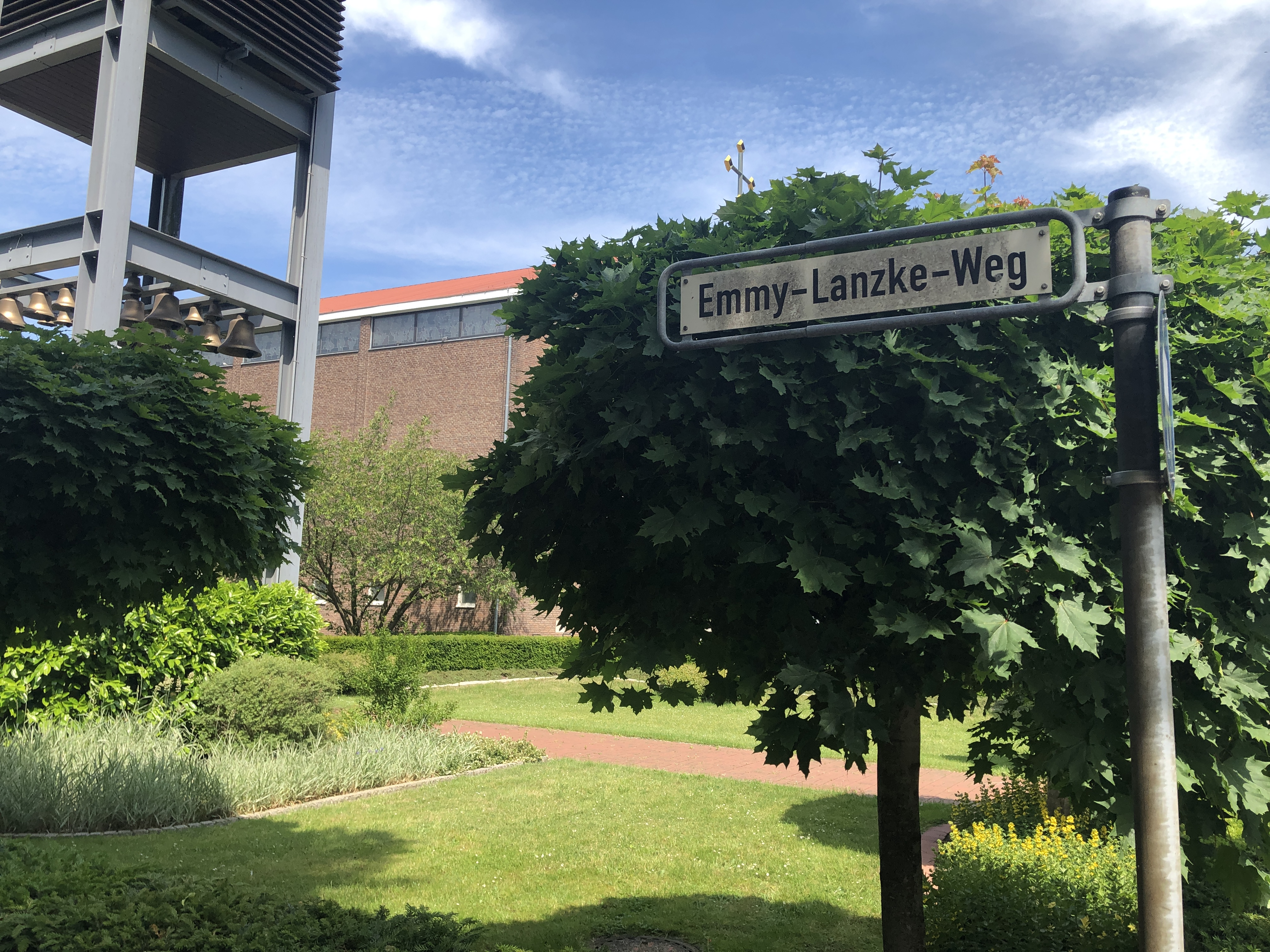
Der Emmy-Lanzke-Weg in Hannover-Vahrenheide

Posthum wurde 2003 im hannoverschen Stadtteil Vahrenheide der „Emmy-Lanzke-Weg“, der die Straße Holzwiesen mit der Weimarer Allee verbindet, nach der Sozialpolitikerin und Ratsherrin benannt.